# Municipio de Brusartsi
El municipio de Brusartsi es un municipio de la provincia de Montana, Bulgaria, con una población estimada a final del año 2017 de 4450 habitantes. 
Se encuentra ubicado al noroeste del país, cerca de la frontera con Rumania y Serbia. Su capital es la ciudad de Brusartsi.